# Polochion criard
Philemon corniculatus
Espèce
Statut de conservation UICN

 LC  : Préoccupation mineure
Le Polochion criard (Philemon corniculatus) est une espèce d'oiseaux de la famille des Meliphagidae.

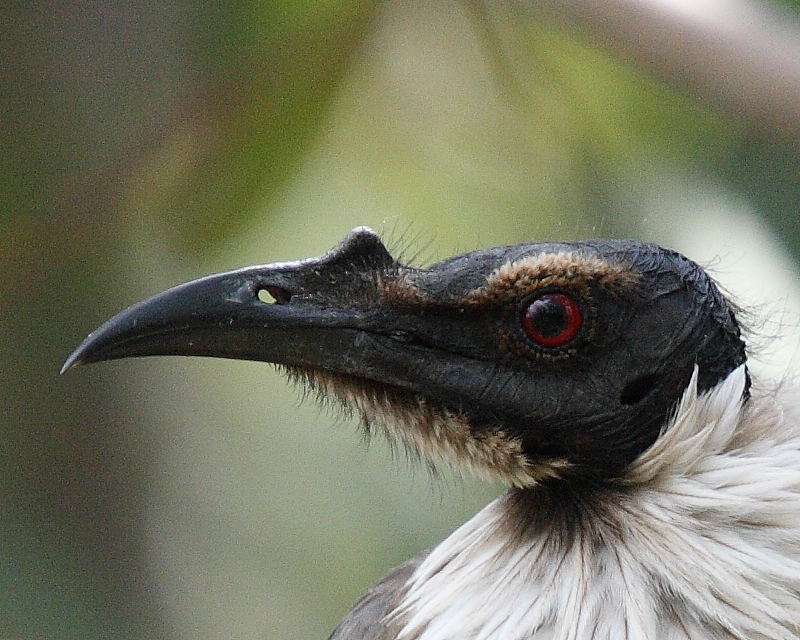
La tête quasiment sans plumes du Polochion criard

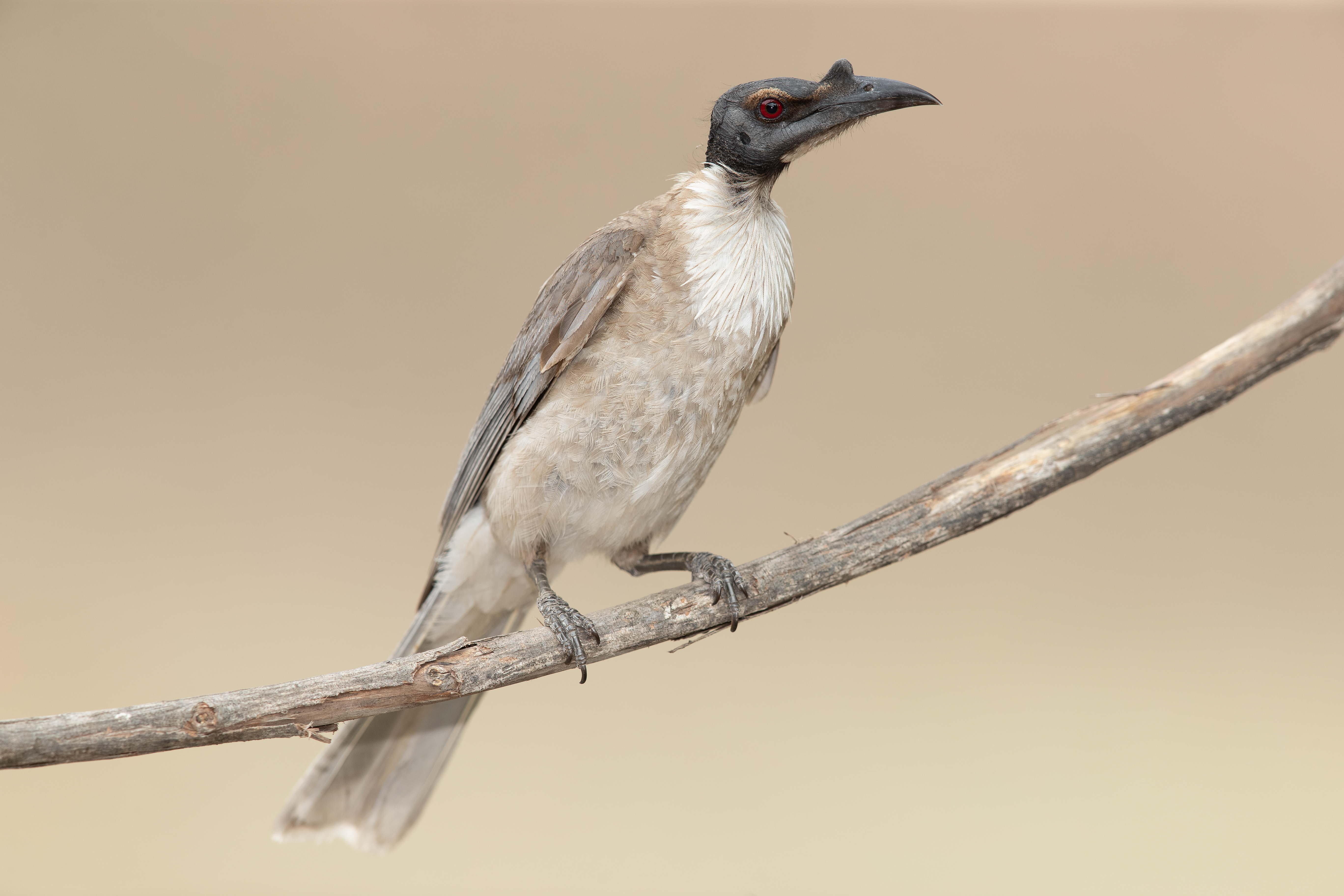
Un polochon criard à Lithgow, Australie. Novembre 2019.

## Répartition

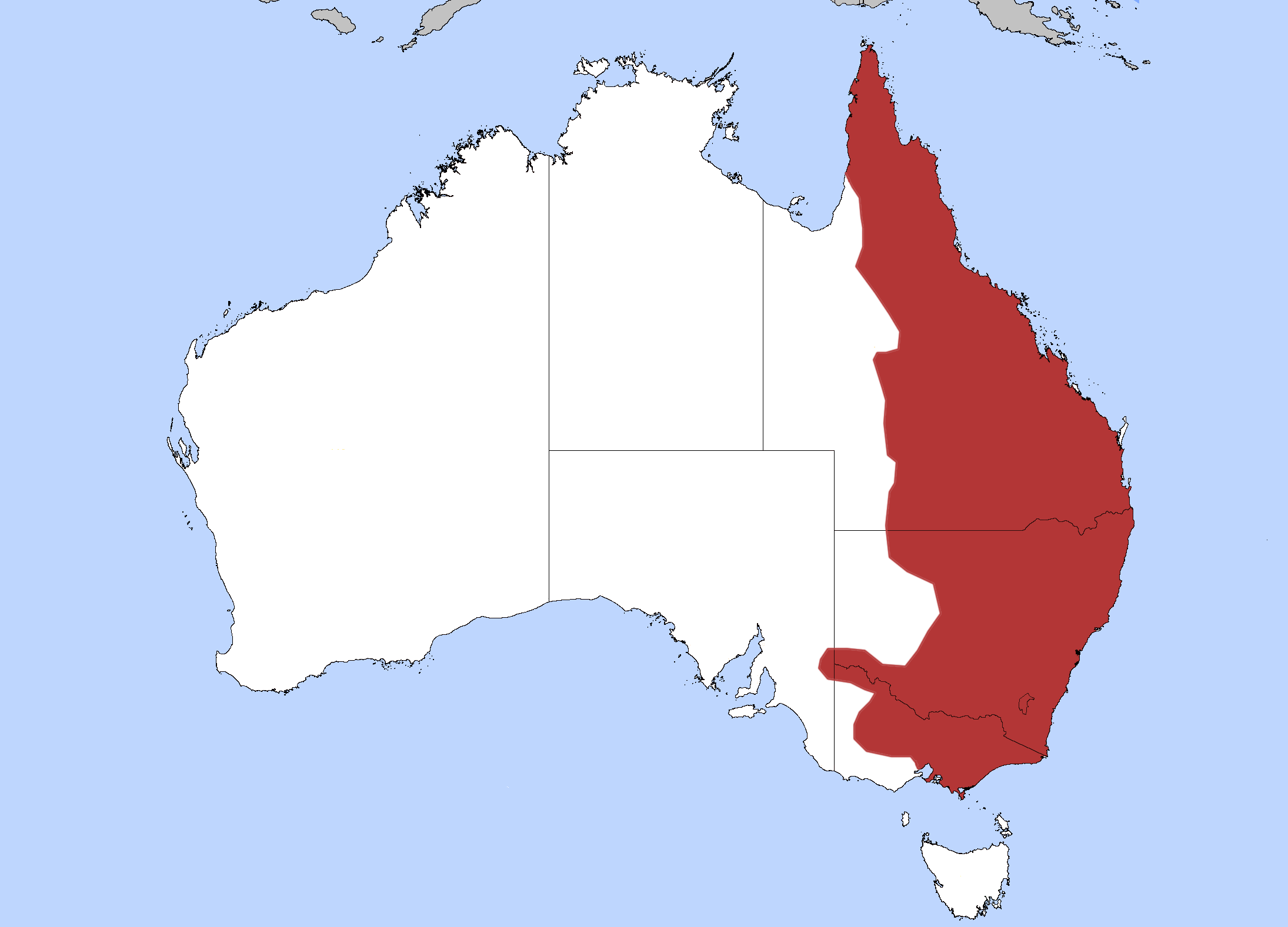
Répartition du Polochion criard en Australie continentale.

Cette espèce vit dans l'est de l'Australie et en Nouvelle-Guinée.